# Prosoplus sumatranus
Prosoplus sumatranus là một loài bọ cánh cứng trong họ Cerambycidae.